# 야오하이구

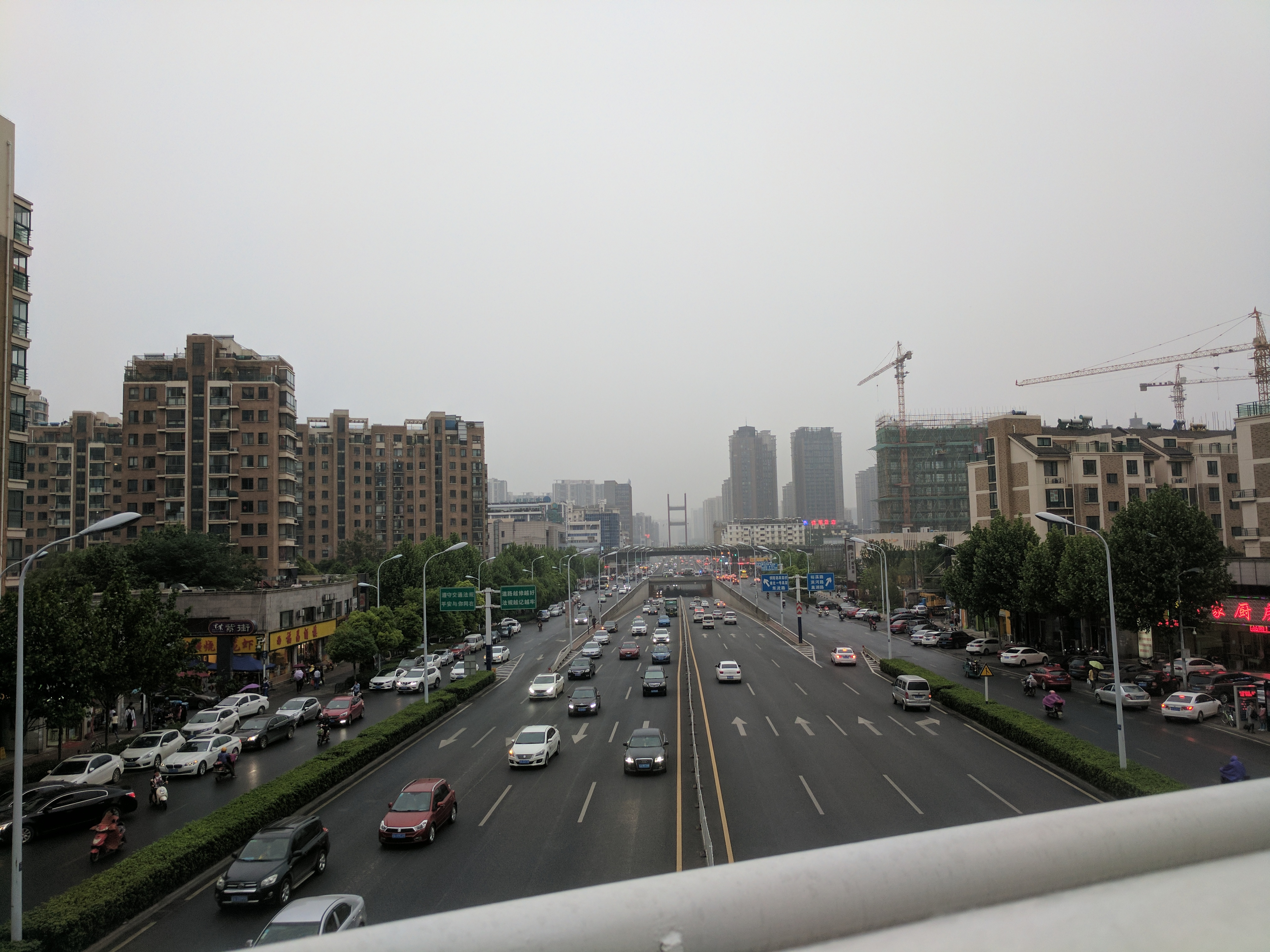

야오하이구(한국어: 요해구, 중국어: 瑶海区, 병음: Yáohǎi Qū)는 중화인민공화국 안후이성 허페이 시의 현급 행정구역이다. 넓이는 189km2이고, 인구는 2007년 기준으로 450,000명이다.

## 행정 구역
10개 가도, 1개 진, 1개 향을 관할한다.
- 가도변사소: 城东街道, 胜利路街道, 明光路街道, 三里街街道, 铜陵路街道, 七里站街道, 大通路街道, 红光街道, 和平路街道, 车站街道.
- 진: 大兴镇.
- 향: 磨店乡.